# NGC 6242
NGC 6242 è un ammasso aperto situato nella costellazione dello Scorpione.

## Osservazione

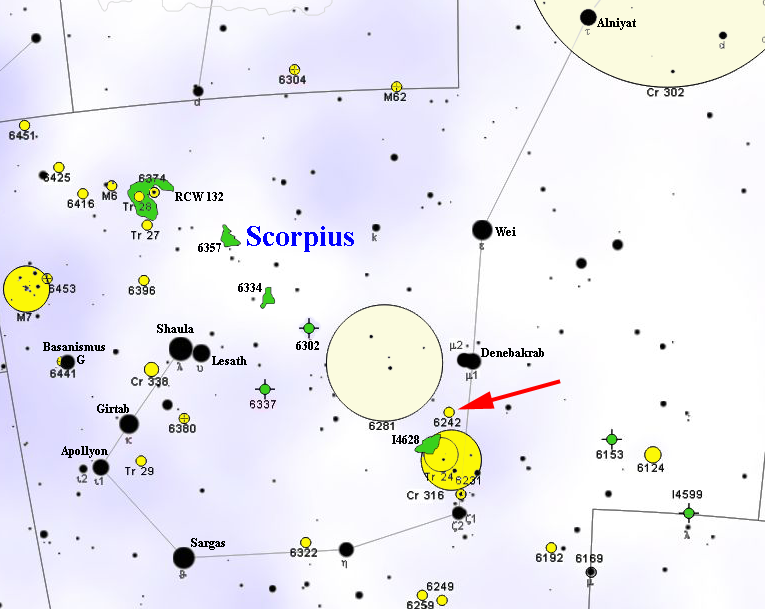
Mappa per individuare NGC 6242.

NGC 6242 è un ammasso di facile individuazione, sia per la sua luminosità che per la sua posizione; si trova infatti a 1,5 gradi in direzione SSE rispetto alla brillante coppia di stelle μ1-μ2 Scorpii, poco a nord del brillante sistema stellare che comprende NGC 6231 e la regione di Scorpius OB1. Le dimensioni ridotte dell'ammasso rendono molto difficoltosa la risoluzione tramite un binocolo, nonostante le sue stelle più luminose siano di magnitudine 7 e 8. Con un telescopio anche di piccola apertura e ingrandimenti spinti l'ammasso è ben risolto in una trentina di stelle luminose, dominate da una stella rossa nella parte meridionale.
A causa della sua declinazione piuttosto meridionale, quest'ammasso può essere osservato principalmente da osservatori situati nell'emisfero australe della Terra, sebbene sia comunque visibile anche fino alle latitudini temperate medie. Il periodo migliore per la sua osservazione nel cielo serale è quello compreso fra giugno e ottobre.

## Storia delle osservazioni
NGC 6242 è stato individuato per la prima volta da Nicolas Louis de Lacaille nel 1751, durante la sua permanenza presso il Capo di Buona Speranza in Sudafrica; lo descrisse come un ammasso di natura chiaramente stellare, piuttosto esteso e ricco, le cui componenti vanno dalla magnitudine 12 alla magnitudine 14; nel New General Catalogue è descritto come un ammasso ricco e formato da stelle con magnitudini comprese fra la 8 e la 11.

## Caratteristiche
Si tratta di un ammasso molto compatto e luminoso, situato alla distanza di circa 1420 parsec (4630 anni luce) e ricadente entro il Braccio del Sagittario; fisicamente si trova a una distanza di poche centinaia di parsec dal sistema che comprende la brillante associazione OB Scorpius OB1 e diverse nebulose situate nelle vicinanze. La sua età è stimata attorno ai 40 milioni di anni ed è quindi relativamente giovane.
NGC 6242 è probabilmente l'ammasso in cui si è generato il microquasar GRO J1655-40, un oggetto estremamente compatto che emette raggi X e accompagnato da una stella di classe spettrale F; la sua posizione e la sua distanza, stimata come inferiore a 1700 parsec, suggerisce una forte affinità con l'ammasso aperto, da cui si sarebbe allontanato in un secondo momento.